# HMS Coventry (1974)
«Ковентри» (англ. HMS Coventry) — эскадренный миноносец типа 42 (Sheffield-class) Королевского военно-морского флота Великобритании. Был заложен на верфи компании Cammell Laird and Company, Limited в Биркенхеде 29 января 1973 года, спущен на воду 21 июня 1974, введён в экспулатацию 20 октября 1978. Был потоплен самолётом A-4 Skyhawk ВВС Аргентины 25 мая 1982 во время Фолклендской войны.